# کاترین واکر
کاترین واکر (انگلیسی: Kathryn Walker؛ زادهٔ ۹ ژانویهٔ ۱۹۴۳) بازیگر تئاتر، تلویزیون و سینمای آمریکایی است.
از فیلم‌هایی که وی در آن نقش داشته است، می‌توان بلید را نام برد.
کاترین واکر در فیلادلفیا، پنسیلوانیا زاده شد. او فارغ‌التحصیل انجمن فی بتا کاپا از کالج ولز در اورورا، نیویورک و یک دانشور فولبرایت در موسیقی و تئاتر بود.